# Дилипа II
Дилипа, также известный как Кхатванга, — легендарный индуистский царь из Солнечной династии. Дилипа был сыном Мулаки и Илибилы, мужем Судакшины и отцом Рагху. Дилипа также было именем змеи, родившейся в семье Кашьяпы.

## Легенды о Дилипе

### Встреча с Васиштхой
Однажды Дилипа встретил мудреца Васиштху на берегу реки Ганг (Ганг). Васиштха рассказал Дилипе обо всех священных водах и объяснил ему, насколько велика каждая из них. Эта легенда рассказана в «Падма-пуране».

### Убийство Вирасены
Юддха Кандам из Рамаватарама рассказывает миф об убийстве Вирасены, в котором замешан Дилипа. Однажды асура по имени Вирасена напал на бога Куберу; однако боги Шива и Вишну не смогли победить его. Вишну сказал Кубере обратиться за помощью к царю Дилипе, который пришел в мифический город Куберы Алаку. Дилипа выпускал стрелу за стрелой в Вирасену, но каждая пролитая капля крови вызывала образование нового Вирасены. Чтобы закончить нескончаемую битву, Дилипа стал молиться богине Рактешвари, которая пришла и выпила всю кровь Вирасены, из-за чего он был окончательно убит.

### Рождение Рагху
В «Падма-пуране» и «Уттара-канде» «Рамаяны» рассказывается миф о рождении Рагху. Дилипа был знатным и известным правителем, женатым на Судакшине, принцессе Магадхи; однако у него не было детей. Он и Судакшина решили пойти к мудрецу Васиштхе, чтобы получить совет, как завести ребенка. В ашраме Васиштхи он сказал паре, что причина, по которой у них не было детей, заключалась в том, что они пренебрегли божественной коровой Камадхену. Он заявил, что однажды, когда Дилипа отправился к богу Индре, он прошел мимо Камадхену, но не обратил на неё внимания. Камадхену восприняла это как личное оскорбление и прокляла Дилипу, чтобы у него не было детей, пока он не будет служить и не умилостивит дочь Камадхену, Нандини. Васиштха сказал Дилипе и Судакшине, что Нандани отправилась в Паталу, чтобы присутствовать на жертвоприношении бога Варуны. В течение следующих двадцати одного дня Дилипа и Судакшина сопровождали Нандини, пока она пересекала Паталу. Однажды утром Нандини пошла пастись в лес, и Дилипа, как обычно, последовала за ней. Однако, когда Дилипа сосредоточилась на красивом деревянном пейзаже, выскочил лев и напал на Нандини. Дилипа направил свой лук и стрелу на льва, чтобы выстрелить, но тот был парализован. Лев сказал Дилипе, что он слуга бога Шивы и что ему было поручено защищать божественное кедровое дерево деодар, посаженное женой Шивы, Парвати. Лев заявил, что ему разрешено есть любых животных, приблизившихся к кедровому дереву деодар, и поэтому он имел право съесть Нандини. Дилипа упал на колени, поклонился льву и умолял льва съесть его, а не Нандини. Внезапно лев исчез, и Нандини рассказала, что сделала это, чтобы проверить Дилипу. После успешного умилостивления Нандини Дилипа и Судакшина вернулись в земное царство и у них родился сын по имени Рагху.

### Жизнь отшельником
Однажды Дилипа так активно почитал Бога, что узнал, сколько ему осталось жить. Затем он оставил свои царские обязанности своим министрам и провел остаток своей жизни в преданности и медитации. Он совершил 100 жертвоприношений и даже был посещён богом Индрой. Этот миф встречается в Бхагавата-пуране и Дронапарве Махабхараты, где он упоминается как Кхатванга.